# Droga krajowa nr 122 (Kostaryka)
Droga krajowa nr 122 (hiszp. Ruta Nacional Secundaria 122/Ruta 122) – jedna z dróg krajowych w Kostaryce. Znajduje się ona w prowincjach Alajuela i Heredia.

## Opis
W prowincji Alajuela droga krajowa nr 122 przebiega przez kanton Alajuela (przez dystrykty San Antonio, Guácima i San Rafael).
W prowincji Heredia droga krajowa nr 122 przebiega przez kanton Belén (przez dystrykt San Antonio).